# Historiografia da Índia
A historiografia da Índia refere-se aos estudos, fontes, interpretações e métodos críticos usados por estudiosos para desenvolver uma história da Índia.
Nas últimas décadas houve quatro escolas principais de historiografia sobre como os historiadores estudam a história da Índia: Cambridge, nacionalista, marxista e subalterna. A abordagem "orientalista" outrora comum, com a sua imagem de uma Índia sensual, inescrutável e totalmente espiritual, caiu em desuso com o início de estudos sérios.

## Origens
Existem muito poucos textos indianos conhecidos que registam a história antes do século XV, portanto, a evidência histórica de grande parte da história da Índia vem de historiadores estrangeiros como:
- Indica (Megasthenes) por Megasthenes[1]
- Um Registo de Reinos Budistas (Foguo Ji 佛 國 記) por Faxian[2]
- Kitāb al-Hind por Al-Biruni[3][4]
- Tuḥfat an-Nuẓẓār fī Gharāʾib al-Amṣār wa ʿAjāʾib al-Asfār por Ibn Battuta[5]
- Grandes Registos Tang Sobre as Regiões Ocidentais por Xuanzang[6]

## Principais
Nas últimas décadas, houve quatro escolas principais de historiografia sobre como os historiadores estudam a história da Índia: Cambridge, nacionalista, marxista e subalterna. A abordagem "orientalista" outrora comum, com a sua imagem de uma Índia sensual, inescrutável e totalmente espiritual, caiu em desuso com o início de estudos sérios.
A "Escola de Cambridge", liderada por Anil Seal, Gordon Johnson, Richard Gordon e David A. Washbrook, minimiza a ideologia. No entanto, esta escola de historiografia é criticada pelo preconceito ocidental ou eurocentrismo.
A escola nacionalista originou-se entre historiadores indianos no final do século XIX e no início do século XX, influenciados pelo nacionalismo indiano. Eles focam a sua visão nas conquistas ao longo da história da Índia, ao mesmo tempo que minimizaram os aspectos negativos, o que leva a várias contradições. Os historiadores nacionalistas elogiaram universalmente o governo hindu na Índia, com a cultura sânscrita da casta superior hindu sendo valorizada acima de tudo. Na história moderna, concentram-se no Congresso, Gandhi, Nehru e na política de alto nível. Destacam o Motim de 1857 como uma guerra de libertação, e o movimento 'Quit India' de Gandhi que começou em 1942, como eventos históricos definidores. Esta escola de historiografia foi criticada pelo seu Elitismo. Os historiadores desta escola incluíam Rajendralal Mitra, R. G. Bhandarkar, Romesh Chunder Dutt, Anant Sadashiv Altekar, K. P. Jayaswal, Hem Chandra Raychaudhuri, Radha Kumud Mukherjee, R. C. Majumdar e K. A. Nilakanta Sastri.
Uma outra escola, a dos marxistas, concentra-se em estudos de desenvolvimento económico, propriedade de terras e conflito de classes na Índia pré-colonial e de desindustrialização durante o período colonial. Os marxistas retrataram o movimento de Gandhi como um artifício da elite burguesa para controlar as forças populares, potencialmente revolucionárias, para os seus próprios fins. Mais uma vez, os marxistas são acusados de serem "demasiado" influenciados ideologicamente, e também, ironicamente, elitistas.
A "escola subalterna" teve o seu início na década de 1980 por Ranajit Guha e Gyan Prakash. A escola afasta a atenção das elites e dos políticos para a "história por baixo", focando-se nos camponeses através do folclore, poesia, enigmas, provérbios, canções, história oral e métodos inspirados na antropologia. A escola concentra-se na era colonial antes de 1947 e normalmente dá ênfase à casta e minimiza a classe (um aborrecimento para a escola marxista).
Mais recentemente, os nacionalistas hindus criaram uma versão da história como suporte para as suas intenções relativamente ao "hindutva" ("hinduísmo") na sociedade indiana. Esta escola de pensamento ainda está em processo de desenvolvimento. Em março de 2012, Diana L. Eck, professora de Religião Comparada e Estudos Indianos na Universidade de Harvard, escreveu no seu livro "Índia: Uma Geografia Sagrada" que a ideia da Índia data de uma época muito anterior aos britânicos ou aos Mughals e não era apenas um agrupamento de identidades regionais e não era étnica ou racial. Esta escola é conhecida por negar as migrações indo-arianas, visto que considera estrangeiros aqueles cuja ancestralidade e religião têm origens fora do subcontinente indiano, a saber, muçulmanos, cristãos e comunistas. Esta escola afirma que apenas os hindus são os herdeiros legítimos do sul da Ásia.
O debate continua sobre o impacto económico do imperialismo britânico na Índia. A questão foi levantada pelo conservador político britânico Edmund Burke, que na década de 1780 atacou veementemente a Companhia das Índias Orientais alegando que Warren Hastings e outros altos funcionários haviam arruinado a economia e a sociedade indianas. O historiador indiano Rajat Kanta Ray (1998) continua com essa linha de ataque, afirmando que a nova economia implementada pelos britânicos no século XVIII foi uma forma de "saque" e uma catástrofe para a economia tradicional da Índia Mughal. Ray acusa os britânicos de esgotar os estoques de alimentos e dinheiro e de impor altos impostos que ajudaram a causar a terrível fome de 1770, que matou um terço da população de Bengala.
Rejeitando o relato nacionalista indiano em relação aos britânicos como agressores estrangeiros, tomando o poder pela força bruta e empobrecendo toda a Índia, o historiador britânico P. J. Marshall argumenta que os britânicos não estavam no controle total, mas em vez disso eram intervenientes no que era basicamente uma tabuleiro indiano e no qual a sua ascensão ao poder dependeu da excelente cooperação com os outros intervenientes indianos. Marshall admite que grande parte da sua interpretação ainda é rejeitada por muitos historiadores. Marshall argumenta que estudos recentes reinterpretaram a visão de que a prosperidade do governo anteriormente benigno de Mughal deu lugar à pobreza e à anarquia. Marshall argumenta que a chegada dos britânicos não causou uma ruptura brusca com o passado. Os britânicos delegaram amplamente o controlo aos governantes regionais Mughal e mantiveram uma economia geralmente próspera pelo resto do século XVIII. Marshall observa que os britânicos fizeram parceria com banqueiros indianos e aumentaram a receita através de administradores fiscais locais e mantiveram as antigas taxas de tributação Mughal. O professor Ray concorda que a Companhia das Índias Orientais herdou um sistema de tributação oneroso que consumia um terço da produção dos cultivadores indianos.

### Insegurança do Raj
No século XX os historiadores geralmente concordavam que a autoridade imperial no Raj estava garantida na era de 1800-1940. Contudo, várias contestações surgiram. Mark Condos e Jon Wilson argumentam que o Raj era cronicamente inseguro. Eles argumentam que a ansiedade irracional dos funcionários levou a uma administração caótica com o mínimo de compra social ou coerência ideológica. O Raj não era um estado de confiança capaz de agir como desejava, mas sim um estado psicologicamente em apuros, incapaz de agir excepto em abstracto, em pequena escala ou a curto prazo.